# Diecezja Colorado Springs
Diecezja Colorado Springs (łac. Dioecesis Coloratensium Fontium, ang. Diocese of Colorado Springs) jest diecezją Kościoła rzymskokatolickiego w USA w środkowo-wschodniej części stanu Kolorado. Terytorialnie obejmuje hrabstwa: Chaffee, Cheyenne, Douglas, Elbert, El Paso, Kit Carson, Lake, Lincoln, Park i Teller.

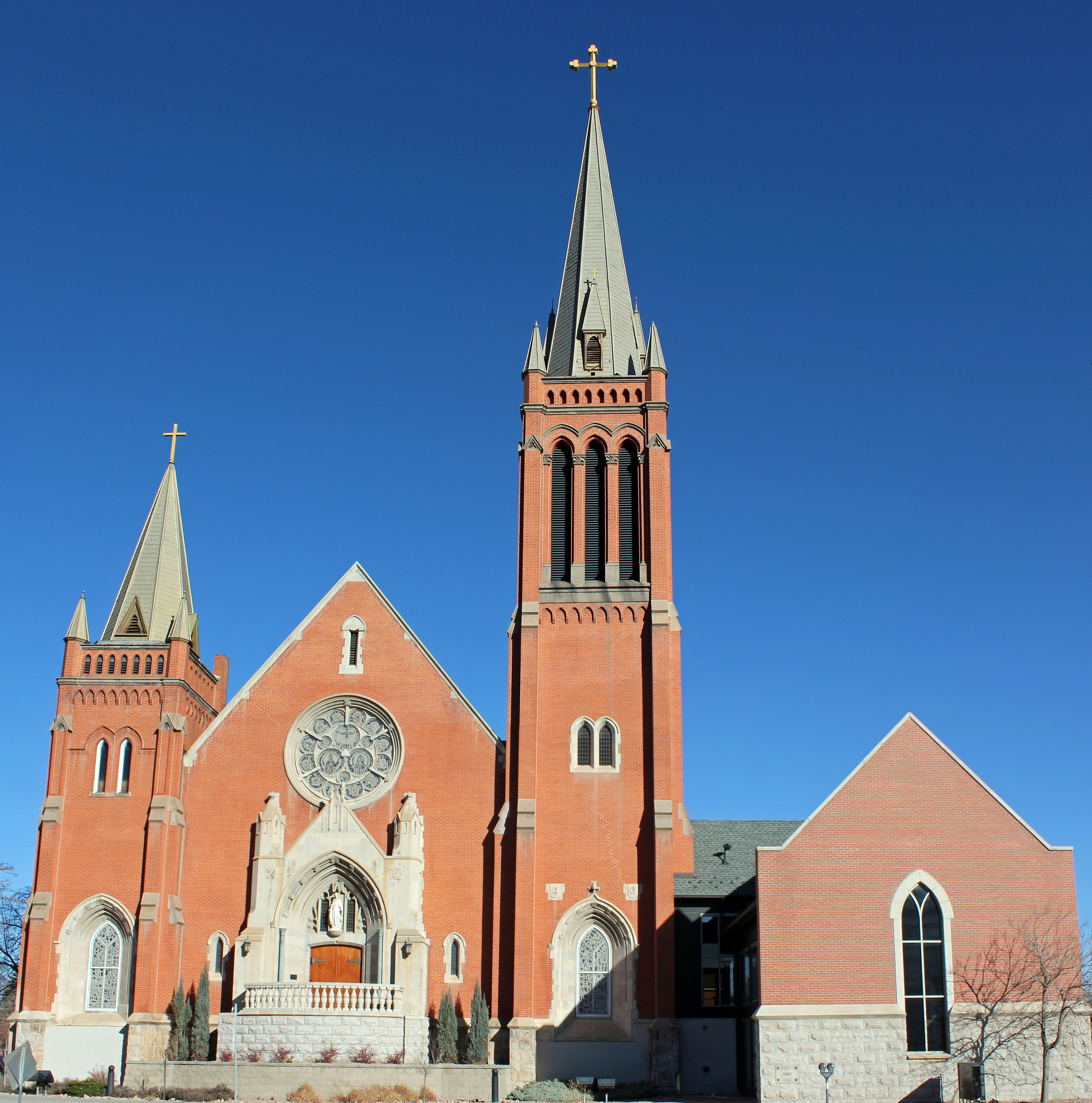
Katedra Matki Bożej z Guadalupe

## Historia
Diecezja została kanonicznie erygowana 10 listopada 1983 przez papieża Jana Pawła II. Wyodrębniono ją z archidiecezji Denver i diecezji Pueblo. Pierwszym ordynariuszem został dotychczasowy kapłan archidiecezji Denver Richard Hanifen.

## Ordynariusze
- Richard Hanifen (1983-2003)
- Michael Sheridan (2003–2021)
- James Golka (od 2021)